# 레슬리 웨스트
레슬리 웨스트(영어: Leslie West, 1945년 10월 22일~2020년 12월 22일)는 미국의 록 음악 기타리스트이자 가수, 송라이터이다. 헤비 메탈 밴드 마운틴의 창립 멤버로 널리 알려져 있다.

## 생애
레슬리 웨스트는 뉴욕의 유대인 가정에서 태어났다. 뉴욕뿐 아니라 해컨색 (뉴저지주), 동부 미도우(East Meadow) 등지에서 자랐다. 부모가 이혼한 뒤에 성을 웨스트로 바꿨다. 그의 음악 경력은 리듬 앤드 블루스·블루아이드 솔 밴드 베이그런츠(The Vagrants)에서 시작되었다. 베이그런츠는 레이컬스(The Rascals)의 영향을 받았다. 레이컬스는 벨벳 언더그라운드와 같은 그리니치빌리지의 보헤미아니즘에 대항하여 메트로폴리탄 지역에서 10대들이 만들어 낸 개러지 록 밴드의 하나이다. 베이그런츠는 1966년에 미국 동부에서 〈I Can't Make a Friend〉·〈Respect〉 두 곡이 약간 히트했다.
2020년 12월 22일 숨졌다. 심장마비가 사인으로 추정되었으나, 당뇨 및 각종 합병증으로 원인이 밝혀졌다.